# Алиев, Пиралы Ханалиевич
Пиралы́ Ханали́евич Али́ев (каз. Пиралы Ханәлиұлы Әлиев; 13 января 1984, Алма-Ата, Казахская ССР, СССР) — казахстанский футболист азербайджанского происхождение, полузащитник. Выступал в сборной Казахстана.

## Карьера
Является воспитанником алма-атинского футбола. Начинал в СДЮШОР № 3, как и родной старший брат Али Алиев. Первый тренер — Виктор Новоторжин. Затем оба попали в спорт-интернат к Евгению Кузнецову.

### Клубная
В 2002—2003 годах Пиралы играл в дубле «Кайрата» под началом Владимира Гулямхайдарова. В сезоне 2004 из-за большой конкуренции не смог пробиться в основной состав «Кайрата» и сыграл только один матч. Но «Кайрат Алматы КТЖ» тогда стал чемпионом страны.
В 2005 году перешёл в аренду в «Атырау». Отыграл крайним защитником 14 матчей и забил 3 гола.
Следующий сезон Алиев начал в столичной «Астане-1964». Вместе с командой он выиграл чемпионат страны и стал финалистом Кубка Казахстана 2006. В команде отыграл два сезона, после чего в январе 2008 года вернулся в родную команду «Кайрат», чтобы оправиться от травмы паха и сделать попытку сыграть в турецком чемпионате, где уже в клубе «Кайсери Эрджиесспор» играл его старший брат Али.
Но «турецкий транзит» сорвался и первую половину сезона 2009 Пиралы провёл в составе талдыкорганского «Жетысу», а в летнее дозаявочное окно снова пополнил состав «Атырау». Со временем он стал лидером и капитаном команды. Вместе с клубом он впервые стал обладателем Кубка Казахстана 2009.
В сезоне 2011 Пиралы Алиев становится игроком астанинского «Локомотива». В самом начале сезона команда выигрывает Суперкубок Казахстана, но Пиралы в том матче не участвует, однако по окончании года становится самым полезным игроком команды. Позже он продлил контракт с клубом на два года.
В 2012 году на условиях аренды перешёл в костанайский «Тобол». Вместе с ним в команду через «Иртыш» пришёл его родной брат Али, вернувшийся после 5-летнего пребывания в Турции.
В декабре 2012 года Пиралы перешёл в шымкентский клуб «Ордабасы».
Ровно через два года в декабре 2014 на три сезона присоединился к павлодарскому «Иртышу».
В марте 2018 года 34-летний хавбек спустя 7 лет во второй раз вернулся в «Атырау».
В марте 2019 перешёл в петропавловский «Кызыл-Жар СК», который стал тренировать его старший брат Али Алиев.

### В сборной
Алиев отыграл 10 игр в отборочных турнирах Чемпионатов Европы за молодёжную сборную Казахстана. В январе 2005 года дебютировал за главную команду страны под руководством Сергея Тимофеева в товарищеском матче со сборной Японии в Йокогаме (0-4). Но вызовы были редкими и Пиралы сыграл ещё в «товарняках» со сборной Кыргызстана (2-0) в 2007 году и со сборной Молдовы (1-1) в 2015 году.

## Достижения
«Астана-64»:
- Чемпион Казахстана: 2006
- Финалист Кубка Казахстана: 2006

«Атырау»:
- Обладатель Кубка Казахстана: 2009

## Личная жизнь
Младший брат футболиста Али Алиева. Жена Лейла, дети — Иса, Адам, Мухаммад. По вероисповеданию — мусульманин.